# Kobun Flies?
Kobun Files? (コブンが飛ぶん？ Kobun ga Tobun??) lit. "¿Los Archivos de Kobun?"  es un videojuego para móviles de la serie Mega Man Legends, únicamente lanzado en Japón en 2001, y relanzada en agosto de 2010. El jugador controla a Serbot que tiene una hélice en la cabeza y vuelan sobre los acantilados. Birdbots y Data también aparece como personajes ocultos. En 2002, una versión de Navidad del juego como "Xmas" en fin del nombre fue lanzada.
- Datos: Q18419272